# Staphylinoidea

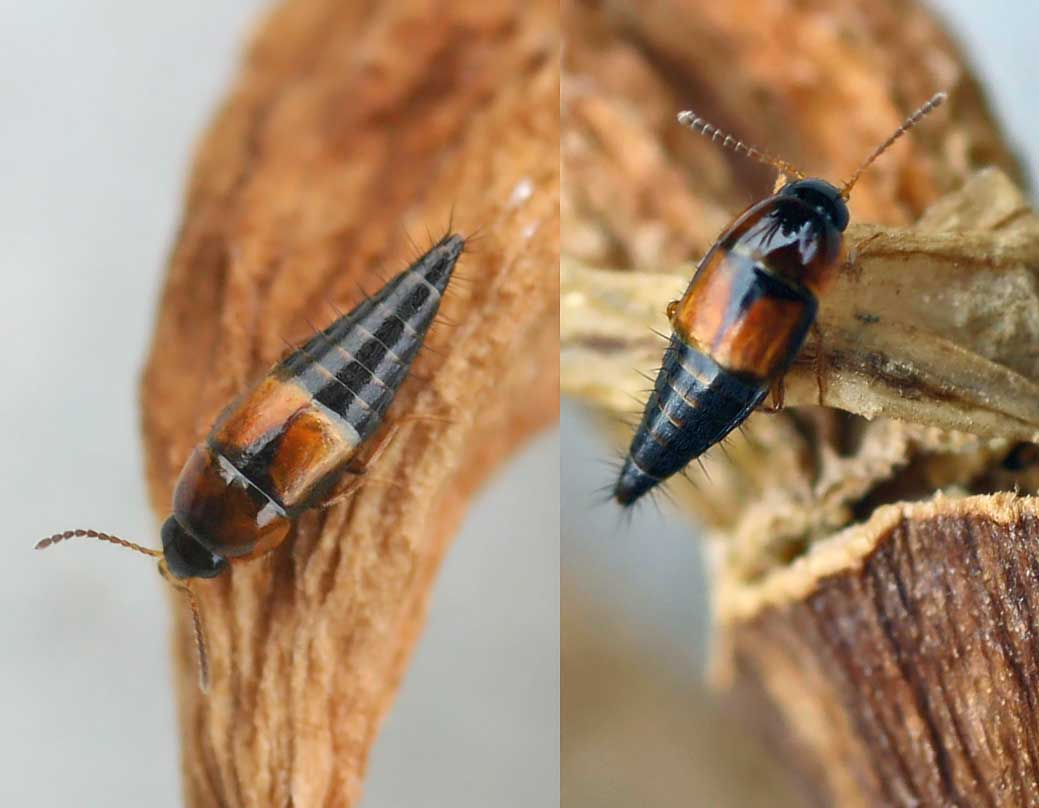
Moos-Schnellräuber (Tachyporus hypnorum)

Die Staphylinoidea sind eine Überfamilie der Polyphaga aus der Ordnung der Käfer (Coleoptera). Sie sind weltweit vertreten und umfassen sieben Familien mit mehr als 58.000 Arten. Die mit Abstand artenreichste Familie dieser Gruppe sind die Kurzflügler (Staphylinidae) mit bisher mehr als 48.000 beschriebenen Arten.

## Merkmale
Die Abgrenzung dieser Überfamilie erfolgt nach einem Konzept von Hansen (1997) anhand von neun vermuteten Autapomorphien: Am Pronotum fehlt unterhalb des Hinterrandes der Grat als Sperrmechanismus; auf der ventralen Seite der Deckflügel (Elytren) fehlt der medio-laterale Verbindungsbereich („binding patch“); den Hinterflügeln fehlt die apikale Falte („apical hinge“) distal zur Radialzelle; die Hinterflügel haben keinen mediale Schleife; die Hinterflügel haben nur eine Flügelader vor dem „medial bar“; der Basalteil des Aedeagus fehlt (membranös); bei den Larven ist das zehnte Hinterleibssegment am umstülpbaren Anallobus mit zahlreichen feinen Zähnchen besetzt; den Larven fehlt am Kopf die Frontoclypealnaht und die Urogomphi sind ausgebildet, zweigliedrig und beweglich. Möglicherweise ist auch das Vorhandensein von nur vier statt sechs Malpighischen Gefäßen eine Autapomorphie, die Zwergkäfer (Ptiliidae) haben allerdings nur zwei.

## Taxonomie und Systematik
Zwar sind manche der Autapomorphien zweifelhaft – zum Beispiel das Fehlen der Frontoclypealnaht bei den Larven, die auch bei vielen anderen Taxa fehlt, oder die beweglichen Urogomphi, die auch bei den Larven der meisten Arten der Adephaga, Hydrophiloidea und Histeroidea auftreten – die Monophylie der Staphylinoidea ist jedoch insbesondere wegen der Merkmale der Flügel gut begründet.
Innerhalb der Überfamilie unterscheidet man zwei große verwandtschaftliche Linien. Die „ptiliide“-Linie, die die Zwergkäfer (Ptiliidae) und Langtasterwasserkäfer (Hydraenidae) umfasst und durch 12 Autapomorphien begründet ist, und die „staphylinide“-Linie, die die Familien der Kurzflügler (Staphylinidae), Aaskäfer (Silphidae) und Ameisenkäfer (Scydmaenidae) umfasst und zumindest durch 17 Autapomorphien begründet ist. Wie sich die Verwandtschaftsverhältnisse dieser beiden Gruppen zu den verbleibenden beiden Familien der Schwammkugelkäfer (Leiodidae) und Scheinaaskäfer (Agyrtidae) darstellen, ist noch nicht vollständig geklärt. Entweder die beiden Familien bilden eine dritte Linie, die „leiodide“-Linie, und sind eine Schwestergruppe der „staphyliniden“-Linie, oder die Schwammkugelkäfer sind mit der „ptiliiden“-Linie am nächsten verwandt und bilden wiederum eine Schwestergruppe zu den Scheinaaskäfern.
Die Staphylinoidea umfassen folgende Familien:
- Langtasterwasserkäfer (Hydraenidae), ca. 1300 Arten
- Zwergkäfer oder Federflügler (Ptiliidae), ca. 550 Arten
- Scheinaaskäfer (Agyrtidae), mehr als 60 Arten
- Leiodidae, ca. 3460 Arten
- Ameisenkäfer (Scydmaenidae), ca. 4600 Arten
- Aaskäfer (Silphidae), ca. 200 Arten
- Kurzflügler (Staphylinidae), ca. 48.000 Arten

## Belege